# Conjurer (banda)
Conjurer es una banda inglesa de metal extremo procedente de Rugby. Actualmente están firmados con Nuclear Blast Records. Su música ha sido descrita como «no específica» en términos de subgénero, con elementos de sludge metal, doom metal y post-metal frecuentemente notados.

## Historia
Conjurer se formó en 2014 por Brady Deeprose y Dan Nightingale, con Andy Price y Jan Krause completando la alineación; Este último anteriormente tocó teclados para la banda británica de death/doom Esoteric. El grupo consiguió seguidores a través de frecuentes presentaciones en vivo. Deeprose citó la ubicación central de Rugby en el Reino Unido como ayuda para que la banda llegue a una variedad de lugares.
En 2016, Conjurer lanzó su primer EP, "I" a través de Holy Roar Records. Por esta época, también actuaron en los festivales de heavy metal Bloodstock y Damnation. La banda lanzó su primer álbum de larga duración, Mire, en 2018, presentando influencias como Gojira y The Black Dahlia Murder. El bajista Andy Price dejó la banda justo después de que se grabara Mire, para ser reemplazado por Conor Marshall.
En 2018 también se presentaron presentaciones en festivales en ArcTanGent y 2000Trees, y una gira apoyando a la banda británica de doom metal, Conan.
En 2019 la banda firmó con Nuclear Blast. Conjurer lanzó tres nuevos materiales en 2019; a saber:
1. Conjurer on Audiotree Live, una grabación en vivo de la banda tocando cinco de sus canciones publicadas anteriormente en una de las sesiones de grabación en vivo de Audiotree;
2. Curse These Metal Hands, un esfuerzo de colaboración con la banda británica de post-rock Pijn;
3. Conjurer x Palm Reader, un álbum split con la banda británica Palm Reader, en la que cada banda versiona dos canciones de otras conocidas bandas de metal y rock. Conjurer proporciona la cara A del disco, versionando «Vermillion» de Slipknot, así como «Blood and Thunder» de Mastodon.

2019 también vio la aparición de la banda en Download Festival, junto con su primera gira por los Estados Unidos apoyando a Rivers of Nihil, y una gira adicional por América del Norte apoyando a Voivod; además de regresar a los festivales de música ArcTanGent y 2000trees.
En 2021, Conjurer tocó en Download Pilot, un evento de dos días con capacidad para 10 000 personas que actuó como parte de la segunda fase del programa de investigación de eventos del gobierno británico durante la pandemia de COVID-19.
Conjurer también tocó en Bloodstock Open Air y Damnation Festival en 2021. El baterista Jan Krause dejó la banda después de actuar en estos festivales por razones de salud mental, aunque seguiría apareciendo en Páthos de 2022, habiendo tocado la batería, los teclados y los samples. Jan fue reemplazado en la batería por Noah See.
Conjurer lanzó su segundo álbum de larga duración, Páthos, en 2022. Paul Travers de la revista Kerrang! declaró que Conjurer es «una de las mejores bandas de metal que existen en este momento» basándose en este álbum. Actuaron en Hellfest, Radar Festival y una vez más en ArcTanGent en el verano de 2022, apoyando a End en una gira europea. Poco después, Conjurer también apoyó a Carcass en su gira por el Reino Unido Bloody Blighty de 2023 junto con Unto Others. Actualmente, la banda está programada para realizar una gira de seis fechas por pequeños lugares de música con el grupo británico de rock alternativo Unpeople. La gira United by Music es una de las muchas que llevan el mismo nombre organizadas por Music Venue Trust y financiadas por la Lotería Nacional del Reino Unido. La banda fue propuesta para esta gira por Kerrang!, cuyo evento de premiación es un socio benéfico de Music Venue Trust.

## Curse These Metal Hands
Curse These Metal Hands es un proyecto colaborativo entre miembros de Conjurer y Pijn. Originalmente formado para una presentación única en el Festival ArcTanGent en 2018, el proyecto lanzó su EP titular de cuatro pistas en 2019. Desde entonces, el proyecto se realizó en ArcTanGent en 2019 y 2023. Curse These Metal Hands lleva el nombre de una cita de la comedia de situación británica Peep Show,  más específicamente, uno de los proyectos musicales de los personajes Jeremy Usbourne y Super Hans.

## Miembros
Miembros actuales
- Brady Deeprose - guitarras, voz (2014-presente)
- Dan Nightingale - guitarras, voz (2014-presente)
- Conor Marshall - bajo (2017-presente)
- Noah See - batería (2022-presente)

Miembros anteriores
- Andy Price - bajo (2014-2017)[12][32]
- Jan Krause - batería (2014-2021)

## Discografía

### Álbumes de estudio
- Mire (2018)
- Pathos (2022)

### Álbum en vivo
- Conjurer on Audiotree Live (2019) (solo lanzamiento digital)

EP
- I (2016)

Colaboraciones
- Curse these Metal Hands (2019) (con Pijn)
- Conjurer x Palm Reader (2019)

### Sencillos
- It Dwells (2022)
- Rot (2022)
- Cracks in the Pyre (2022)